# Die Borgias (2006)
Die Borgias ist der Titel einer 2006 produzierten spanisch-italienischen Koproduktion, die, komprimiert in Spielfilmlänge von den wichtigsten historischen Begebenheiten im Leben und Wirken der spanischen Adelsfamilie Borgia erzählt. Die Regie führte Antonio Hernández, der auch in einer Nebenrolle, als Kardinal Giovanni Battista Orsini, zu sehen ist.

## Handlung
Durch Simonie erkauft sich der spanische Kardinal Rodrigo Borgia die Stimmen des Kardinalskollegiums. Als Papst nennt er sich Alexander VI. Danach ernennt er seinen Sohn Cesare zum Kardinal, seinen Sohn Juan zum Gonfaloniere der römischen Streitkräfte und zwingt seine Kinder Lucrezia und Jofré in arrangierte Ehen, um so Allianzen mit mächtigen italienischen Familien zu schmieden. Seine Gegner werden kaltblütig ermordet. In der Vatikanstadt selbst hält er sich mit der schönen Giulia Farnese eine Mätresse; auch wird ihm Inzest mit seiner Tochter Lucrezia nachgesagt. Als die Familie Sforza nicht mehr in Alexanders Konzept passt, zwingt er seine Tochter zur Scheidung von ihrem angeblich impotenten Ehemann Giovanni. Lucrezia zieht sich in ein Kloster zurück, wo sie von Perotto, einem Vertrauten ihres Vaters, schwanger wird. Cesare tötet daraufhin Perotto. Doch auch Juan gerät immer wieder in Konflikte mit den italienischen Familien. Und so wird die Vatikanstadt eines Tages von der Nachricht von der Ermordung Juans erschüttert. Es gibt viele Verdächtige, darunter auch seinen Bruder Cesare. Dieser legt daraufhin sein Kardinalsgewand ab und wird Soldat. Da Caterina Sforza, eine mächtige Feindin seines Vaters, diesen beinahe vergiften wollte, zieht er in den Krieg gegen die Sforzas und nimmt Caterina als Kriegsgefangene mit nach Rom.
Doch auch innerhalb der Mauern Roms gibt es zusehends mehr Menschen, die die Borgias aus Amt und Würden verdrängt wissen wollen. Eines Tages lädt Kardinal Giuliano della Rovere Papst Alexander VI. und Cesare auf ein Bankett ein. Hier werden Cesare und Alexander vergiftet. Während Cesare gerade noch überlebt, stirbt der Papst unter Qualen. Sein Nachfolger im Amt, Kardinal della Rovere, nun Papst Julius II., entsendet Cesare daraufhin nach Spanien. Hier gerät Cesare in einen Hinterhalt und wird ins Gefängnis geworfen. Drei Jahre später kann er entkommen. Doch die Söldner des Papstes jagen ihn. Eines Tages wird er in einem aussichtslosen Kampf getötet.

## Hintergrundinformationen
Mit einem Budget von 7,5 Millionen Euro zählt Los Borgia zu den teuersten spanischen Filmen der letzten Jahre. Gedreht wurde der Film an Schauplätzen in Spanien und Italien. Er kam am 6. Oktober 2006 in die spanischen Kinos und spülte am ersten Wochenende rund 1,4 Millionen Euro in die Kinokassen. In Deutschland feierte der Film am 9. Februar 2007 in ausgewählten Kinos Premiere; seit dem 27. März 2008 ist er im gesamten deutschsprachigen Raum auf DVD zu beziehen.

## Synchronisation
| Rolle                          | Synchronsprecher      |
| ------------------------------ | --------------------- |
| Papst Alexander VI.            | Jürgen Kluckert       |
| Cesare Borgia                  | Johannes Berenz       |
| Juan Borgia                    | Alexander Doering     |
| Jofré Borgia                   | Bernhard Völger       |
| Lucrezia Borgia                | Stephanie Kirchberger |
| Kardinal Ascanio Sforza        | Bernd Vollbrecht      |
| Kardinal Giuliano della Rovere | Bodo Wolf             |
| Vanozza de’ Cattanei           | Helga Sasse           |
| Johannes Burckard              | Tobias Meister        |

## Historische Abweichungen
Obwohl der Film viele Ereignisse akkurat wiedergibt, und somit als sehr authentisch gilt, gibt es dennoch einige Abweichungen von der Historie.
1. Der Ablauf des Konklaves zu Beginn des Films wird völlig falsch wiedergegeben. Im Film müssen die Kardinäle den Namen des Kardinals, den sie als neuen Papst wünschen, laut aussprechen. In Wahrheit erfolgt die Wahl geheim mittels schriftlicher Stimmenabgabe.
2. Jofré Borgia wird im Film von Eloy Azorín verkörpert, einem Schauspieler, der zum Zeitpunkt der Dreharbeiten 29 Jahre alt war. Der historische Jofré Borgia war jedoch 13 Jahre alt, als er Sancha von Aragon heiratete, war also 16 Jahre jünger.
3. Gegen Ende des Films wird suggeriert, als ob unmittelbar auf Alexander VI. Kardinal della Rovere zu Julius II. gewählt wird. Das kurze Pontifikat von Kardinal Francesco Piccolomini, der zu Papst Pius III. gewählt wurde, wird ausgeblendet.
4. Der Konflikt mit Frankreich, der Einmarsch der Truppen Karls VIII. in Rom und die Bildung der Heiligen Liga, wichtige Aspekte in Alexanders Pontifikat, werden im Film weder erwähnt noch gezeigt.

## Filmpreise
Unter anderem wurde Los Borgia für vier Goyas, das spanische Gegenstück zu den Oscars nominiert.
- Nominierung, Bestes Kostümdesign
- Nominierung, Bester Schnitt
- Nominierung, Bestes Szenenbild
- Nominierung, Bester Produzent